# 加久藤トンネル
加久藤トンネル（かくとうトンネル）は、熊本県人吉市と宮崎県えびの市の県境間にある道路トンネル。国道221号または九州自動車道の各トンネルの名称である。

## 国道221号
国道221号にあるトンネル。1972年に開通した。全長1,808.7 m。トンネルの両側にループ橋がある。全区間を熊本県が管理する（管理費は熊本県・宮崎県で折半）。

## 九州自動車道
九州自動車道人吉球磨スマートICとえびのICの間にある、日本の高速道路トンネルとして第6位の長さを誇るトンネル。トンネルの長さが5km以上あるため、危険物積載車両の通行はできない。該当する車両は、南九州道や国道219号などを経由しなければならない。
- 全長
  - 上り：6,255 m
  - 下り：6,264 m

加久藤トンネルが完成し、人吉ICとえびのICの間が開通したことにより、青森から鹿児島まで日本列島を縦貫する高速道路が完成した。
約2 km西側に肥薩線が走っており、矢岳第一トンネルがある。加久藤トンネルと同様に、矢岳第一トンネルが1909年に完成し肥薩線が全通したことにより、関門海峡の船舶連絡を挟んで初めて青森から鹿児島まで日本列島を縦貫する鉄道網が完成した。
九州地方のトンネルとしては、同じ九州自動車道にある肥後トンネルに次いで2番目の長さである。熊本県と宮崎県に跨っている。
設計当時は、換気のため天井板を吊金具で支えるという構造であったが、同じ構造の笹子トンネル（中央自動車道）で天井板で落下し9名が犠牲となる事故（笹子トンネル天井板落下事故）が発生したことを受け、事故の翌日に当たる2012年12月3日から12月6日にかけて緊急点検が行われた。その結果、上り線で吊金具の一部に異常が確認されたものの、安全上の問題はないとされた。その後、NEXCO西日本は、自動車の性能が向上したことにより排気ガス（NOx、PM）の排出量が低下したことを理由として、トンネルの換気方式を転換し天井板の撤去を決定。下り線で2013年、上り線で2014年に撤去工事が完了した。

### 歴史
- 1995年 - 暫定2車線として現在の上り車線にあたるトンネルが開通。
- 2004年 - 下り車線のトンネルが開通で4車線化。これにより九州自動車道が事実上、全線4車線以上になり、同様に東北自動車道からの縦貫道が全線4車線以上でつながった。ただし、青森から北陸地方を経由して九州に向かう場合、磐越自動車道内に暫定2車線区間が残存する。

### 通行制限
肥後トンネルも含め、八代JCT - えびのICの区間は、危険物積載車の通行は禁止されている。該当車両は県境を越える場合は国道221号、人吉IC-八代IC間は国道219号、国道3号、南九州西回り自動車道等を経由する必要がある。

### 隣
E3 九州自動車道
(19) 人吉IC/TB（廃止） - (19-1) 人吉球磨スマートIC - 人吉南BS - 人吉仮出入口（廃止） -加久藤トンネル - えびのPA - (20) えびのIC

## 参考資料
- 県界にかかる道路の管理および費用負担に関する協定（昭和48年4月10日告示第388号） - 宮崎県法規集